# چاپمن (ویرجینیای غربی)
چاپمن (به انگلیسی: Chapman) یک منطقهٔ مسکونی در ایالات متحده آمریکا است که در ویرجینیای غربی واقع شده‌است. چاپمن ۴۴۷٫۱۵ متر بالاتر از سطح دریا واقع شده‌است.